# Eduard Vasziljevics Malofejev
Eduard Vasziljevics Malofejev (oroszul: Эдуард Васильевич Малофеев, fehéroroszul: Эдуард Васілевіч Малафееў; Kolomna, 1942. június 2. –) fehérorosz labdarúgó, edző.
A szovjet válogatott tagjaként részt vett az 1964-es és az 1968-as Európa-bajnokságon, illetve az 1966-os világbajnokságon.

## Sikerei, díjai

### Játékosként
Szpartak Moszkva
- Szovjet bajnok (1): 1962

Egyéni
- A szovjet bajnokság gólkirálya (1): 1971 (16 gól)

Szovjetunió
- Európa-bajnoki döntős (1): 1964

### Edzőként
Dinama Minszk
- Fehérorosz bajnok (1): 1992